# Птерион

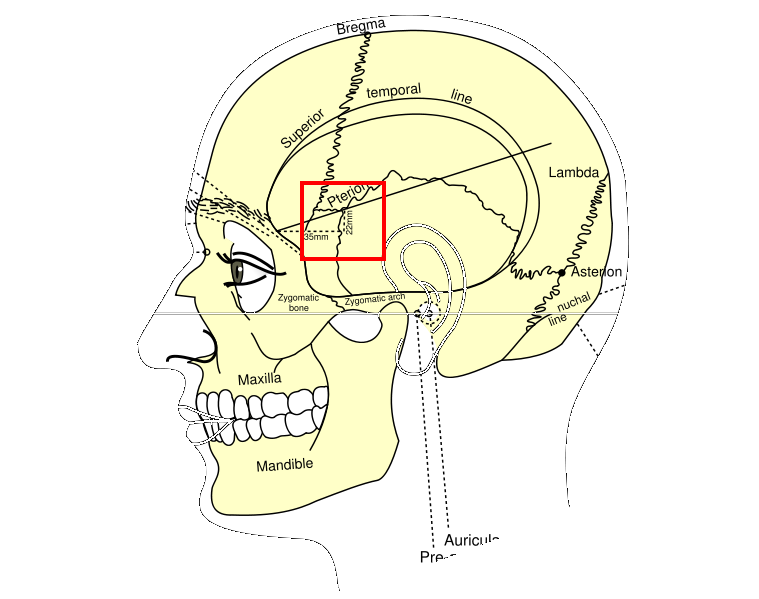
Череп человека, вид сбоку. Птерион указан красным квадратом

Пте́рион (лат. pterion) — область на поверхности черепа человека в месте соединения клиновидно-чешуйчатого и клиновидно-теменного швов, обычно имеет форму буквы «Н».
Название происходит от др.-греч. πτερόν — «крыло».

## Расположение
Расположен на 3 см кзади и несколько кверху от скулового отростка лобной кости, на границе соединения четырёх костей:
- теменной;
- чешуи височной;
- большого крыла клиновидной;
- лобной.

У новорождённых в этом месте находится клиновидный родничок, окостеневающий вскоре после рождения.

## Клиническое значение
Является наиболее слабой и уязвимой точкой черепа.
С внутренней стороны черепной коробки в этом месте проходит средняя оболочечная артерия, кость в этом месте очень тонка, что создаёт двойную опасность при повреждениях.
Удар непосредственно в это место может вызвать разрыв артерии и образование внутричерепной гематомы. Удар по затылку или крыше свода также может отразиться на этой области косвенно, передачей силы удара с более крепкой кости на более слабую.